# NGC 1964
NGC 1964 est une vaste galaxie spirale intermédiaire située dans la constellation du Lièvre. NGC 1964 a été découverte par l'astronome germano-britannique William Herschel en 1784.

## Caractéristiques
La classe de luminosité de NGC 1964 est II et elle présente une large raie HI.

### Distance
Sa vitesse par rapport au fond diffus cosmologique est de 1 709 ± 4 km/s, ce qui correspond à une distance de Hubble de 25,2 ± 1,8 Mpc (∼82,2 millions d'al).
À ce jour, 33 mesures non basées sur le décalage vers le rouge (redshift) donnent une distance de 19,682 ± 4,040 Mpc (∼64,2 millions d'al), ce qui est à l'intérieur des valeurs de la distance de Hubble. Notons cependant que c'est avec la valeur moyenne des mesures indépendantes, lorsqu'elles existent, que la base de données NASA/IPAC calcule le diamètre d'une galaxie et qu'en conséquence le diamètre de NGC 1964 pourrait être d'environ 58,7 kpc (∼191 000 al) si on utilisait la distance de Hubble pour le calculer. 

### Luminosité dans l'infrarouge
La luminosité de la galaxie NGC 1964 dans l'infrarouge lointain (de 40 à 400 µm)  est égale à 9,77 × 109 {\displaystyle L_{\odot }} (109,99{\displaystyle L_{\odot }}) et sa luminosité totale dans l'infrarouge (de 8 à 1 000 µm) est de 1,23 × 1010 {\displaystyle L_{\odot }} (1010,09{\displaystyle L_{\odot }}).

### Morphologie

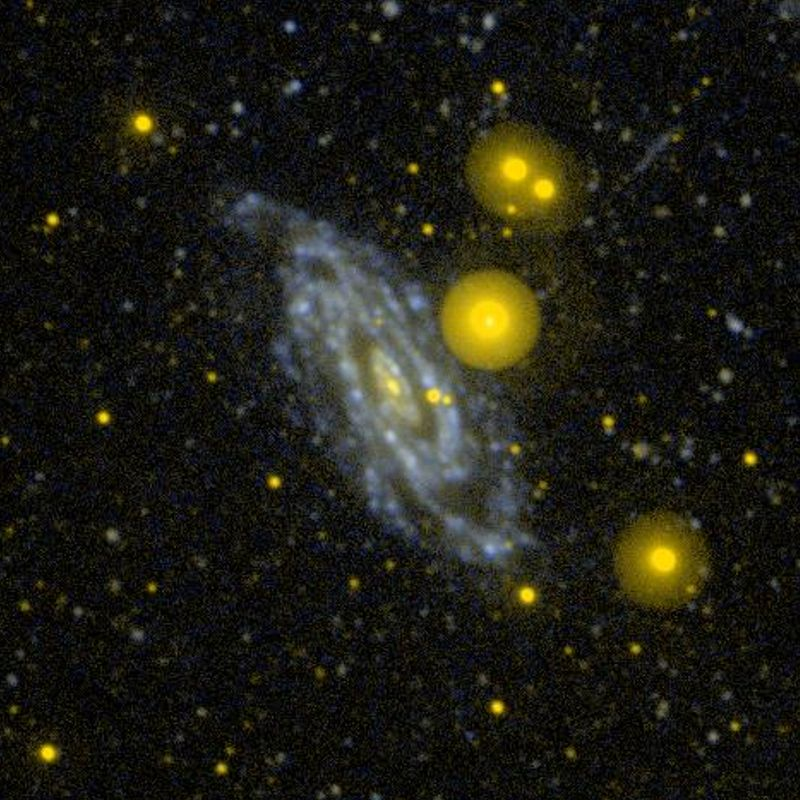
NGC 1964 par le télescope spatial GALEX.

Eskridge, Frogel et Pogge ont publié un article en 2002 décrivant la morphologie de 205 galaxies spirales ou lenticulaires rapprochées. Les observations ont été réalisées dans la bande H de l'infrarouge et dans la bande B (le bleu). Selon Eskridge et ses collègues, NGC 1964 est de type (R)Sab dans la bande B et SBab dans la bande H. Il y a une étoile de notre galaxie au premier plan à environ 4" du noyau de NGC 1964. Cette galaxie est un peu inclinée. Sa source nucléaire brillante est intégrée dans une fine barre de haute brillance de surface au sein d'un bulbe elliptique brillant. À une brillance de surface plus faible, la barre et l'étoile au premier plan font apparaître les isophotes du renflement en forme de citron. Des bras spiraux lisses et de faible luminosité émergent aux extrémités du petit axe du bulbe. Ces bras s'enroulent seulement sur environ 90 degrés avant de s'estomper dans le disque interne. Le disque interne présente un certain nombre de nœuds et de taches. Un disque externe de faible luminosité présente une structure annulaire inégale.